# Paulus Winkelbauer
Paulus Winkelbauer OCist (* 6. Oktober 1932 in Weißenbach bei Gastern, Niederösterreich als Otto Winkelbauer; † 18. Februar 2008) war ein österreichischer Geistlicher und der 67. Abt des Zisterzienserstiftes Zwettl.

## Leben
Paulus Winkelbauer wurde am 6. Oktober 1932 in der niederösterreichischen Ortschaft Weißenbach bei Gastern geboren und in weiterer Folge auf den Namen Otto getauft. Seine Geschwister waren Margarete Winkelbauer (spätere verheiratete Mayer) und Johann Winkelbauer (1928–2009), der ebenfalls Priester wurde. Seine Schulbildung schloss er im Jahre 1953 am Stiftsgymnasium Seitenstetten ab. Danach trat er am 14. August 1953 in das Zisterzienserstift Zwettl ein, wo er den Ordensnamen Paulus erhielt. Daraufhin folgten Studien der Theologie in Zwettl, Heiligenkreuz und am Päpstliches Athenaeum Sant’Anselmo in Rom, ehe der damals 25-Jährige am 25. Juli 1958 in der Stiftskirche Zwettl zum Priester geweiht wurde.
1962 wurde Winkelbauer zum Kaplan der Zwettler Stiftspfarre Zistersdorf ernannt und war ab 1965 Baudirektor und Gastmeister im Stift Zwettl. Nachdem er im Jahre 1969 zum Doktor der Theologie promoviert hatte, wurde er noch im selben Jahr zum Provisor von Etzen bestellt. Ab 1970 lehrte er als Religionsprofessor am Bundesgymnasium Rechte Kremszeile in Krems an der Donau, wo er schließlich bis zu seiner Pensionierung am 31. August 1995 unterrichtete. Am 1. September 1988 wurde Winkelbauer von Franz Žak, dem Diözesanbischof von St. Pölten, zusätzlich zum Fachinspektor für den katholischen Religionsunterricht an allen weiterführenden Schulen im Bereich des Waldviertels ernannt. Bis 1991 war er als Vertreter der Diözese St. Pölten zudem in der interdiözesanen Lehrbuchkonferenz an der Ausarbeitung von Lehrplänen für den Religionsunterricht beteiligt.
Nachdem Bertrand Baumann im Jahre 1992 – nach Erreichen der Altersgrenze von 75 Jahren – seine Resignation als Abt des Stifts Zwettl bekanntgegeben hatte, trat Paulus Winkelbauer in weiterer Folge dessen Nachfolge an. Am 5. August 1993 zum 67. Abt des Stifts gewählt, erfolgte am 15. August 1993 durch den Generalabt des Zisterzienserordens, Polikárp Zakar, Winkelbauers Benedizierung. Zum Zeitpunkt seiner Amtsübernahme hatte das Konvent 28 Mitglieder, davon 25 stimmberechtigte Kapitularen mit feierlicher Profess. Sein Wahlspruch lautete Die Liebe Christi drängt uns (2 Kor 5.14). Bereits nach drei Jahren erfolgte im März 1996 Winkelbauers Resignation, woraufhin dieser wieder in den Pfarrhof nach Stein zurückkehrte, wo er bereits als Religionslehrer gewohnt hatte. Sein Bruder Johann war dort seit 1970, als auch Paulus als Religionslehrer tätig wurde, Pfarrer. Mit der Pensionierung seines Bruders als Pfarrer von Stein übersiedelte Paulus Winkelbauer nach Wien, wo er bis zu einer schweren Erkrankung im Herbst 2007 lebte. Bis zuletzt half der Hofrat als Seelsorger in seiner Wiener Wohnpfarre sowie in einer Pfarre im Burgenland aus.
Am 18. Februar 2008 starb Winkelbauer im Alter von 75 Jahren in Wien und wurde am 23. Februar 2008 im Grab seiner Eltern auf dem Friedhof von Gastern beerdigt.
In der Zeitschrift Das Waldviertel, in der unter anderem auch über seine Abwahl und spätere Resignation berichtet wurde, erschien daraufhin unter dem Titel Abt Paulus Winkelbauer verstorben ein Nachruf auf Winkelbauer. Auch in anderen Medien erschienen Nachrufe auf den Verstorbenen.